# کوه نگیرو
کوه نگیرو (به لاتین: Mount Ng'iro) یک کوه است که در کنیا واقع شده‌است. کوه نگیرو ۲٬۸۴۸ متر بالاتر از سطح دریا واقع شده‌است.